# Infestation (film)
Pour plus de détails, voir Fiche technique et Distribution.
Infestation est un film d'horreur américain réalisé par Kyle Rankin et diffusé le 8 août 2009 sur Syfy.

## Synopsis
Sur son lieu de travail, Cooper se réveille enveloppé dans un cocon géant. Il découvre que la ville est envahie d'insectes géants tueurs. Avec un petit groupe de survivants, Cooper tente d'échapper aux envahisseurs pour mieux les combattre.
Ambiance décontractée pour cette comédie de science-fiction horrifique dans la lignée d’Arachnophobie et Arac Attack.

## Fiche technique
- Réalisation : Kyle Rankin
- Scénario : Kyle Rankin
- Musique : Steve Gutheinz
- Effets spéciaux : Kevin Carter et Jerry Constantine
- Pays d'origine : États-Unis
- Durée : 91 minutes
- Genre cinématographique : comédie horrifique
- Lien de tournage : Sofia en Bulgarie[1]

## Distribution
- Chris Marquette (VF : Cyril Aubin) : Cooper
- Brooke Nevin : Sara
- Kinsey Packard (de) : Cindy
- E. Quincy Sloan : Hugo
- Wesley Thompson (VF : Antoine Tomé) : Albert
- Linda Park : Leechee
- Deborah Geffner (en) : Maureen
- Jim Cody Williams : Jed
- Bru Muller (VF : Philippe Valmont) : Roger
- Ismael 'East' Carlo (en) (VF : Antoine Tomé) : l'homme porto-ricain
- Ray Wise (VF : Yann Pichon) : Ethan
- Atanas Srebrev (VF : Philippe Valmont) : Wildeyes
- Mike Straub : Chad
- Rhoades Rader : Brian
- Efram Potelle (en) : Tom
- Daniela Tonova : Susan
- Todd Jenson (VF : Yann Pichon) : le policier